# Hermann Anschütz

Hermann Anschütz

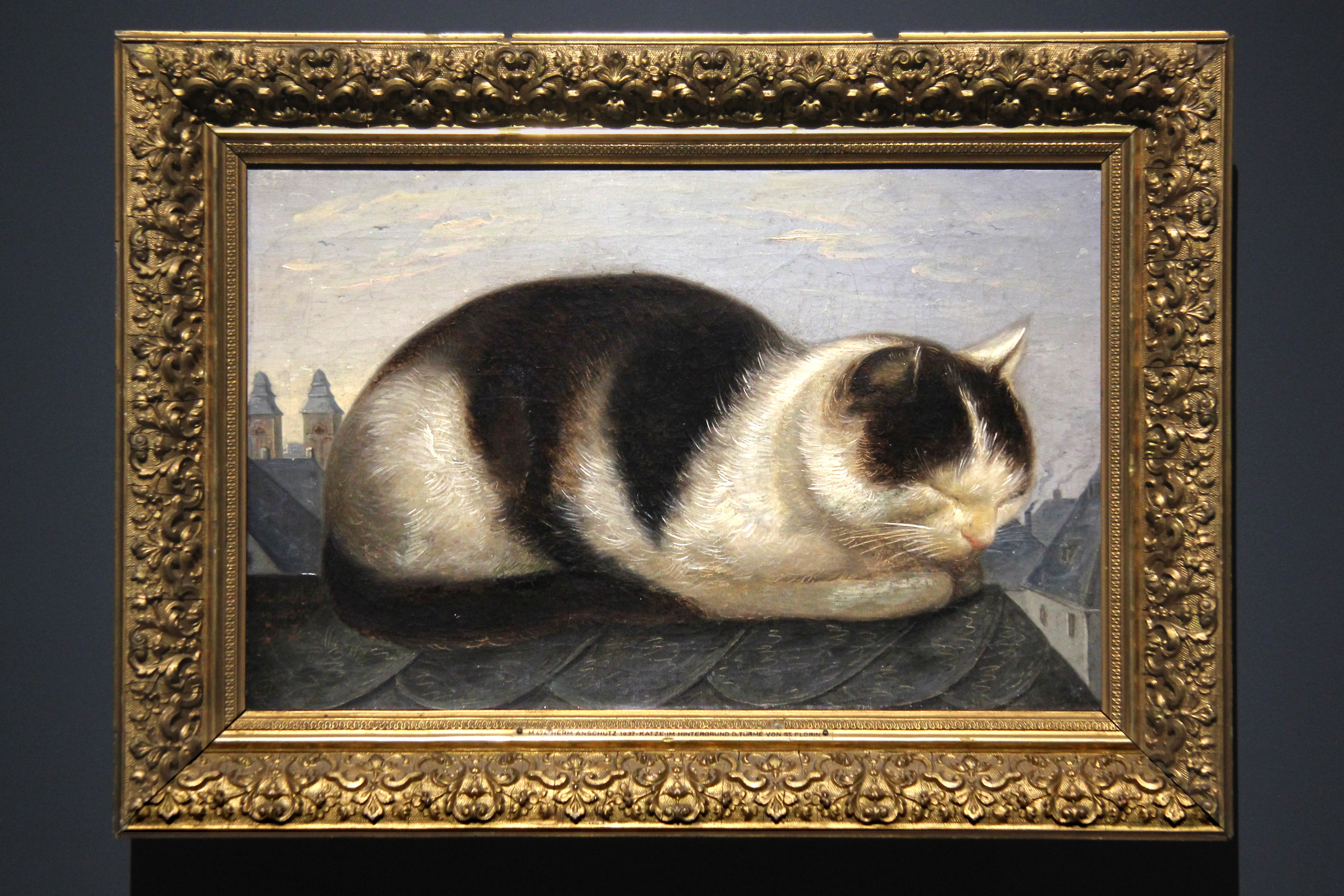
H. Anschütz: Katze, im Hintergrund Türme von St. Florin im Mittelrhein-Museum, Koblenz

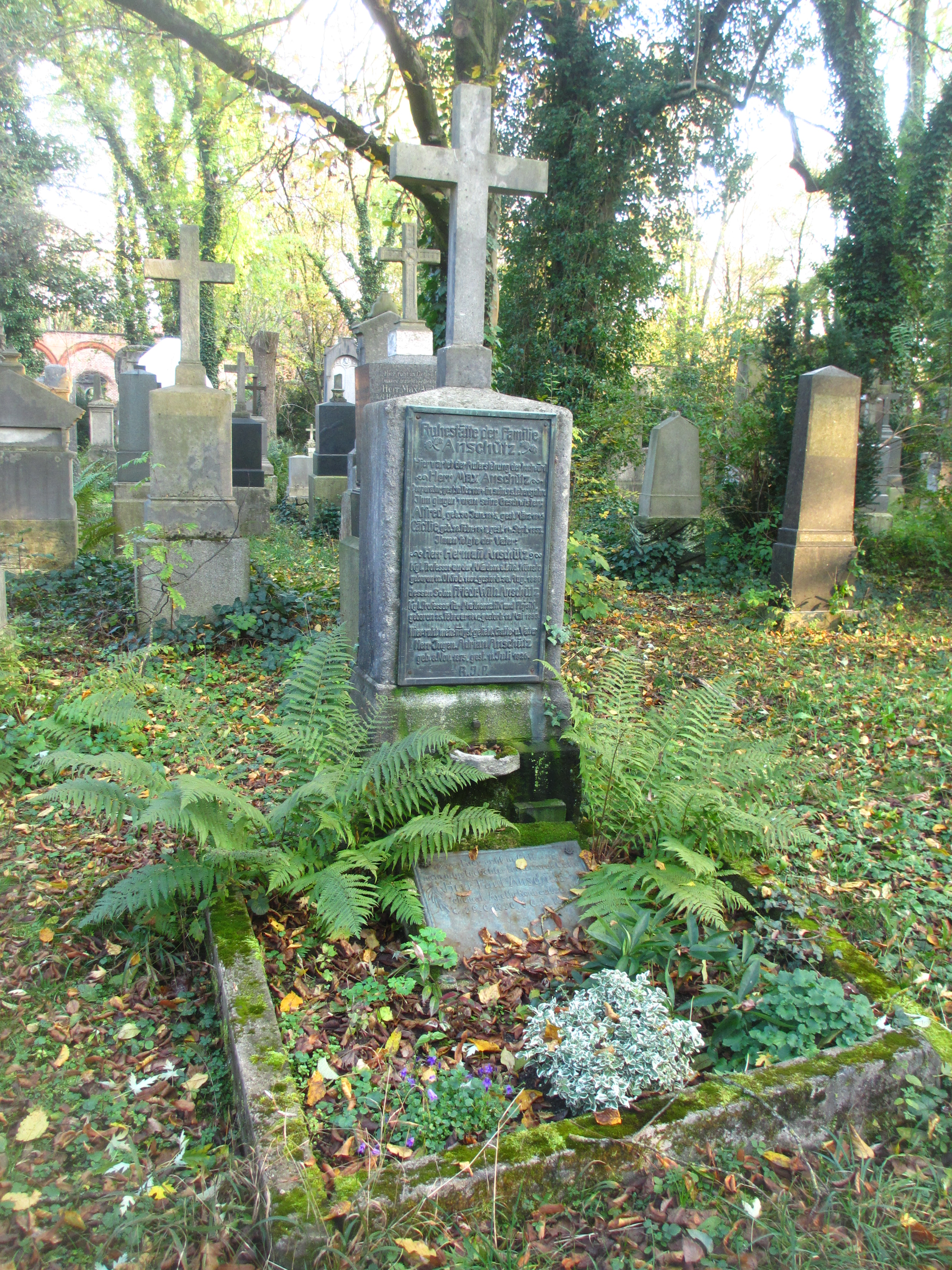
Grab von Hermann Anschütz auf dem Alten Südlichen Friedhof in München

Hermann Franz Anschütz (* 12. Oktober 1802 in Koblenz; † 30. August 1880 in München) war ein deutscher Maler.

## Leben und Werk
Bereits als Schüler bekam er seinen ersten Malunterricht und ging, sobald es seiner Familie finanziell möglich war, an die Kunstakademie nach Dresden. Dort wurde er Schüler des Historienmalers Ferdinand Hartmann und von Friedrich Matthäi.
1822 wechselte Anschütz an die Kunstakademie Düsseldorf zu Peter von Cornelius. Als Gehilfe von Karl Stürmer und Hermann Stilke wirkte er an dem großen Fresko Das jüngste Gericht im Assisensaal in Koblenz mit. Cornelius nahm ihn schließlich 1826 zusammen mit den Mitschülern Wilhelm Kaulbach und Adam Eberle für einige Großaufträge mit nach München. Dort führte Anschütz bis 1827 eines der drei Deckenfresken des Odeon-Saales aus, Das Urteil des Midas, das im Zweiten Weltkrieg zerstört wurde. König Ludwig I. von Bayern zeigte sich begeistert und finanzierte Anschütz 1830 bis 1831 eine Studienreise nach Neapel, wo er im Bourbonischen Museum (heute: Archäologisches Nationalmuseum) und anschließend auch in den Ruinen von Herculaneum und Pompeji skizzierte. Nach seiner Rückkehr setzte er die so gewonnenen Eindrücke in Fresken in der königlichen Residenz um. 1847 wurde er an der Königlichen Kunstakademie München Lehrer für Historienmalerei und gestaltete dort bis 1873 zusammen mit Johann Georg Hiltensperger und Alexander Strähuber den Mal- und Zeichenunterricht. 1860 gehörte er zu den Gründungsmitgliedern des Münchner Vereins für Christliche Kunst.
Anschütz war mit der in ihrer Zeit gefeierten Pianistin Karoline Dulcken verheiratet. Der Ehe entstammten mehrere Kinder.

## Grabstätte
Die Grabstätte von Hermann Anschütz befindet sich auf dem Alten Südlichen Friedhof in München (Gräberfeld 28 – Reihe 8 – Platz 25/26) Standort.

## Bildnis
- Photographie (undatiert): München, Bayerische Staatsbibliothek, Bildarchiv

## Schriften
- Handschriften von Anschütz, Hermann (1802–1880) in Kalliope (6)

## Werk (Auswahl)
- Auferstehung Christi, Altarbild (Dinkelsbühl)
- Himmelfahrt Mariens und Heilige Dreifaltigkeit, Altarbilder (Furth im Walde, Stadtpfarrkirche Mariä Himmelfahrt)[3]
- Madonna als Himmelskönigin, umgeben von St. Georg, Mauritius, Barbara und Joseph, den Patronen der vier Waffengattungen, Altarbild  für die Garnisonskirche in Koblenz; Auftrag des Prinzen von Preußen und nachmaligen Kaisers Wilhelm I.; ausgestellt: München 1858
- Heilige Familie mit Elisabeth und Johannes, Zeichnung 1825
- Bacchusknabe, einen Leoparden tränkend, 1840
- Der kleine Trommler, 1840
- Alte Glashütte im Bayerischen Wald, 1852
- Landleben, 1853 (Kunsthandel)
- Helgoland, 1855: Koblenz, Mittelrhein-Museum
- Der Hl. Sebastian, 1877; Altarbild (Herrngiersdorf-Sandsbach, Pfarrkirche St. Petrus)[4]
- Odaliske mit Perlenkette (Kunsthandel)